# Содзя
Содзя (яп. 総社市 Со:дзя-си) — город в Японии, находящийся в префектуре Окаяма. Площадь города составляет 212,00 км², население — 66 479 человек (1 августа 2014), плотность населения — 313,58 чел./км².

## Географическое положение
Город расположен на острове Хонсю в префектуре Окаяма региона Тюгоку. С ним граничат города Окаяма, Курасики, Ибара, Такахаси и посёлки Якаге, Кибитюо.

## Население
Население города составляет 66 479 человек (1 августа 2014), а плотность — 313,58 чел./км². Изменение численности населения с 1980 по 2005 годы:
| 1980 | 56 865 чел. |  |
| 1985 | 59 714 чел. |  |
| 1990 | 61 459 чел. |  |
| 1995 | 65 437 чел. |  |
| 2000 | 66 201 чел. |  |
| 2005 | 66 584 чел. |  |

## Символика
Деревом города считается клён, цветком — Astragalus sinicus, птицей — японский журавль.